# Бреїлень
Бреїлень, Бреїлені (рум. Brăileni) — село у повіті Арджеш у Румунії. Входить до складу комуни Басков.
Село розташоване на відстані 115 км на північний захід від Бухареста, 7 км на захід від Пітешть, 98 км на північний схід від Крайови, 108 км на південний захід від Брашова.

## Населення
За даними перепису населення 2002 року у селі проживали 480 осіб, усі — румуни. Усі жителі села рідною мовою назвали румунську.